# Isadelphina xylochroa
Isadelphina xylochroa är en fjärilsart som beskrevs av George Francis Hampson 1926. Isadelphina xylochroa ingår i släktet Isadelphina och familjen nattflyn. Inga underarter finns listade i Catalogue of Life.